# Liste der denkmalgeschützten Objekte in Sankt Veit an der Glan
Die Liste der denkmalgeschützten Objekte in Sankt Veit an der Glan enthält die 75 denkmalgeschützten, unbeweglichen Objekte der Gemeinde Sankt Veit an der Glan.

## Denkmäler
| Foto |                 | Denkmal | Standort                                                        | Beschreibung | Metadaten |
| ---- | --------------- | --- | --------------------------------------------------------------- | --- | --- |
| ja   | Datei hochladen | Karner HERIS-ID: 90607 Objekt-ID: 105305                                                                                               | Standort KG: Hörzendorf                                         | Südlich der Pfarrkirche Heiliger Georg gelegen. Rechteckiger romanischer Bau mit mächtiger Rundapsis. Flachdecke. Beinhaus im Untergeschoß. Ursprünglich im Osten gelegener Eingang zu späterem Zeitpunkt an Nordseite verlegt. Als Türsturz ein kannelierter römerzeitlicher Pilaster; im Inneren eine Votivinschrift für Jupiter Dolichenus von Ti. Claudius Quitilianus und Rutenia Severina (CIL III 4790). 1987 Innenrestaurierung. | BDA-Hist.: Q37747773 Status: § 2a Stand der BDA-Liste: 2025-06-30 Name: Karner GstNr.: .2 Karner Hörzendorf, Sankt Veit an der Glan |
| ja   | Datei hochladen | Kath. Pfarrkirche hl. Georg und Friedhof HERIS-ID: 57974 Objekt-ID: 68356                                                              | Standort KG: Hörzendorf                                         | Urkundlich 1087, 1136 erwähnt. Von Friedhofsmauer umgeben; über dem Friedhofsportal Mosaik bezeichnet Josef Pfefferle 1936. Gotische Kirche, im Mauerwerk des Langhauses romanisch. Im Barock nach Westen verlängert (mit äußerem südlichem Emporenaufgang). Gotischer Chor mit zweistufigen Strebepfeilern; mächtiger gotischer Turm an der Chor-Südseite, Glockengeschoß barock, achtseitiger geschweifter Spitzhelm; barocker Kapellenzubau an der Chor-Nordseite. Steinplattldächer. | BDA-Hist.: Q23892537 Status: § 2a Stand der BDA-Liste: 2025-06-30 Name: Kath. Pfarrkirche hl. Georg und Friedhof GstNr.: .2 Pfarrkirche Hörzendorf |
| ja   | Datei hochladen | Schloss Niederdorf HERIS-ID: 35990 Objekt-ID: 34839                                                                                    | Niederdorf 2 Standort KG: Niederdorf                            | Östlich von Hörzendorf. Im 16. Jahrhundert im Besitz der Familie Hagen. Renaissancebau über hufeisenförmigem Grundriss, Mitte 16. Jahrhundert. Stark erneuert, ein südlicher Flügel abgetragen. Reste von Sgraffitomalereien um Portal und Fenster. Über dem Südportal Doppelwappen Hagen und Welzer. | BDA-Hist.: Q37968305 Status: Bescheid Stand der BDA-Liste: 2025-06-30 Name: Schloss Niederdorf GstNr.: .47 Schloss Niederdorf |
| ja   | Datei hochladen | Kath. Filialkirche hl. Johannes der Täufer HERIS-ID: 57978 Objekt-ID: 68360                                                            | Streimberg Standort KG: Niederdorf                              | Urkundlich 1266 erwähnt. Kleiner romanischer Bau mit Dachreiter im Osten; hölzerne Flachdecke mit bemalten Leisten, hochgelegene Fenster. Gewölbte Rundapsis. 1997 Neueindeckung mit Steinplattln. Im Mauerwerk der Kirche zahlreiche Spolien römerzeitlicher Grabbauten, darunter an der nordwestlichen Außenecke das Fragment eines Attisreliefs (CSIR II/5, 664), an der südöstlichen Außenecke Relieffragment mit einer Dienerdarstellung (CSIR II/5, 661), ferner Friesbalken mit vegetabilen Ornamenten (CSIR II/5, 530, 540) und, über dem Portal, Teil einer Firstkappe mit medusenartiger Protome (CSIR II/5, 602). | BDA-Hist.: Q38079765 Status: § 2a Stand der BDA-Liste: 2025-06-30 Name: Kath. Filialkirche hl. Johannes der Täufer GstNr.: .44 Filialkirche Streimberg |
| ja   | Datei hochladen | Burgruine Karlsberg HERIS-ID: 35982 Objekt-ID: 34831                                                                                   | Karlsberg Standort KG: Projern                                  | Auf einem bewaldeten, über 700 Meter hohen Bergkegel. Erbaut wurde die ehemalige romanische Burg von Karl von Projern (nachweisbar 1137–1164), sein Sohn (?) (gestorben 1214) nannte sich 1169 bereits Wichard I. von Karlsberg. Seit 1245 waren die Karlsberger Marschalle von Kärnten. 1294 fiel die Burg an den Tiroler Konrad von Aufenstein († 1338). 1368 an die Habsburger. Reste des auf der höchsten Stelle gelegenen romanischen Bergfrieds, ursprünglich mindestens viergeschoßig, die Ecken mit Marmorquadern, vor 1688 (wegen Baufälligkeit) gesprengt. Nördlich davon am Steilabsturz quadratischer romanischer Vorwerksturm. Von der Kapelle Reste der Seitenmauern und Apsis. | BDA-Hist.: Q17310641 Status: Bescheid Stand der BDA-Liste: 2025-06-30 Name: Burgruine Karlsberg GstNr.: 157 Burg Karlsberg, Kärnten |
| ja   | Datei hochladen | Schloss Karlsberg HERIS-ID: 35983 Objekt-ID: 34832                                                                                     | Karlsberg 1 Standort KG: Projern                                | Westlich der Burgruine. Bau des 17. Jahrhunderts mit Veränderungen des 19. Jahrhunderts, östlicher Kapellenanbau 18. Jahrhundert. Wahrscheinlich im zweiten Drittel des 17. Jahrhunderts unter Karl-Rudolf Freiherrn von Wangler erbaut. 1687 erwarb Kardinal Johann Freiherr von Goëss Karlsberg; seither im Besitz der Familie Goëss. Zweigeschoßiger um einen rechteckigen Hof gelagerter Bau. Die Fenster des Obergeschoßes mit Sturz. Korbbogiges Westportal bezeichnet 1697, zwischen geschwungenen Giebelanläufen Wappenkartusche der Grafen Goëss. | BDA-Hist.: Q17326085 Status: Bescheid Stand der BDA-Liste: 2025-06-30 Name: Schloss Karlsberg GstNr.: .22/1, .22/2 Schloss Karlsberg (Sankt Veit an der Glan) |
| ja   | Datei hochladen | Schlosskapelle hl. Karl Borromäus HERIS-ID: 90635 Objekt-ID: 105333                                                                    | Karlsberg 1 Standort KG: Projern                                | An der Südseite etwas erhöht angebaut die 1728 von Graf Johann Anton Goëss gestiftete Kapelle heiliger Karl Barromäus; über der Nordwestecke der Kapelle ein Glockentürmchen mit Laterne und Zwiebelhelm. Stiegen zum westlichen Eingang. In der südlichen Konche Altar bezeichnet 1695, Ädikula über kleinem Sockel mit seitlichen Konsolfiguren unter Baldachinbögen, gesprengter Segmentgiebel mit kleinem Bild im Strahlenkranz, Akanthuszierat am Sockel, Gebälk und Baldachinen, Gemälde (von Ferdinand Steiner?) hl. Karl Barromäus, seitlich Schnitzfiguren Heilige Petrus und Johannes Evangelist; im gesprengten Giebel querovales Bild Maria mit liegendem Jesuskind, in geschnitztem Rahmen, Puttenköpfe in Wolken, seitlich geschnitzte Engel. An der Nordwand Oratorium (sekundär verwendet), um 1730, bekrönt von zwei geschnitzten Engelfiguren, die das Doppelwappen des Kardinals von Gurk, Freiherr von Goëss (gestorben 1697), halten. An den Wänden Schnitzfiguren von Heiligen aus der ersten Hälfte des 18. Jahrhunderts. Zwei Sakristeischränke Ende des 17. Jahrhunderts. Gemälde am Gang, mit Wappen S. B. von Lind, bezeichnet 1516. Glocke von Georg Seisser, bezeichnet 1638. | BDA-Hist.: Q64765046 Status: Bescheid Stand der BDA-Liste: 2025-06-30 Name: Schlosskapelle hl. Karl Borromäus GstNr.: .22/1, .22/2 Schlosskapelle Karlsberg (Kärnten) |
| ja   | Datei hochladen | Kath. Filialkirche hl. Martin und Friedhof HERIS-ID: 90612 Objekt-ID: 105310                                                           | Karnberg Standort KG: Projern                                   | Die Kirche ist ein kleiner gotischer Bau; im 19. Jahrhundert wurde sie umgebaut und um den Turm erweitert. Zur Einrichtung zählen ein Schnitzhochaltar (um 1680) und ein spätgotischer Flügelaltar. | BDA-Hist.: Q1728305 Status: § 2a Stand der BDA-Liste: 2025-06-30 Name: Kath. Filialkirche hl. Martin und Friedhof GstNr.: .76 Church of Karnberg |
| ja   | Datei hochladen | Pfarrhof HERIS-ID: 54444 Objekt-ID: 62720                                                                                              | Projern 1 Standort KG: Projern                                  | Südwestlich der Pfarrkirche, zweigeschoßiger Bau, gemalte Eckquaderung 16. Jahrhundert, barocke Fensterkörbe. | BDA-Hist.: Q38060887 Status: § 2a Stand der BDA-Liste: 2025-06-30 Name: Pfarrhof GstNr.: .1/1 Pfarrhof Projern |
| ja   | Datei hochladen | Kath. Pfarrkirche hl. Rupertus und Friedhof HERIS-ID: 54443 Objekt-ID: 62719                                                           | Projern Standort KG: Projern                                    | Von Friedhofsmauer umgeben. Urkundlich erst 1388, doch wahrscheinlich Gründung des 11. Jahrhunderts. Im Kern romanischer Bau, im 16. und 18. Jahrhundert verändert. Spätgotischer Chor mit zweistufigen Strebepfeilern. Vorgestellter barocker Westturm, mit Spitzhelm von 1884. 1994 Restaurierung Turmfassaden. An der Westfassade und Nordwestecke zahlreiche römerzeitliche reliefverzierte Spolien, darunter ein Relief mit Darstellung eines Opferdieners (CSIR II/3, 227) sowie ein Eckpfeiler mit zwei Schreiberdarstellungen, ferner einzelne reliefverzierte Grabbauteile mit Darstellungen von Tierjagden (CSIR II/5, 576) und Fabelwesen (CSIR II/4, 374, 375, 376) und das Fragment eines Trauergenius-Reliefs (CSIR II/4, 347). In der Nordmauer Fragmente von Grabbauten wie ein Opferdienerin-Relief, ein Friesbalkenstück mit Darstellung eines Fabelwesens und ein Architravstück mit vegetabilem Ornament (C 186, 71). | BDA-Hist.: Q38060867 Status: § 2a Stand der BDA-Liste: 2025-06-30 Name: Kath. Pfarrkirche hl. Rupertus und Friedhof GstNr.: .5 Pfarrkirche St. Rupertus in Projern |
| ja   | Datei hochladen | Spätantike Höhensiedlung Gratzerkogel HERIS-ID: 41632 Objekt-ID: 42173                                                                 | Gratzerkogel Standort KG: St. Donat                             | Römerzeitliches Kastell südwestlich von Schloss Stadlhof, zwischen Bundesstraße und Eisenbahn gelegener bewaldeter Hügel. An wichtiger Nord-Süd-Verbindung gelegen, im 5. Jahrhundert nach Christus von Restbevölkerung der zu dieser Zeit bereits aufgegebenen Provinzhauptstadt Virunum als letzte zentrale Residenz des Virunenser Bischofs über älteren Vorgängerbauten errichtet. Diese zweite Siedlungsperiode durch Awaren-Slawen-Invasion um 600 nach Christus durch Zerstörung des Kastells beendet. Grundrisse zweier parallel zueinander angeordneter frühchristlicher Kirchenbauten freigelegt. Nördlicher Bau einschiffige Saalkirche mit ostseitiger Rundapsis und freistehender halbrunder Priesterbank. Südlich davon einschiffige, rechteckige Saalkirche mit freistehender hufeisenförmiger Priesterbank und angebauter Sakristei im Norden. Dazugehöriges Gräberfeld im Talbereich zur antiken Durchzugsstraße hin (heutige alte Landesstraße). | BDA-Hist.: Q1515077 Status: Bescheid Stand der BDA-Liste: 2025-06-30 Name: Spätantike Höhensiedlung Gratzer Kogel GstNr.: 1295, 1302/1, 1293/1, 1297, 1299, 1803/1, 1289/2, 1311 Gratzerkogel bei Sankt Donat |
| ja   | Datei hochladen | Stadelhof HERIS-ID: 35992 Objekt-ID: 34841                                                                                             | Pflugern 12 Standort KG: St. Donat                              | Südlich von St. Donat erhöht über der Bundesstraße. Urkundlich 1599 erwähnt, erhielt seine heutige Gestalt um 1770/1780. Sieben- und dreiachsige Anlage mit zwei zurückgesetzten einachsigen Seitenflügeln. Bemerkenswerte spätbarocke Westfassade. | BDA-Hist.: Q15844514 Status: Bescheid Stand der BDA-Liste: 2025-06-30 Name: Stadelhof GstNr.: .158 Schloss Stadlhof, Pflugern, Sankt Veit an der Glan |
| ja   | Datei hochladen | Kath. Pfarrkirche hl. Donatus und Friedhof HERIS-ID: 54648 Objekt-ID: 63010                                                            | Hochosterwitzer Straße 10 Standort KG: St. Donat                | Der im Kern romanische Bau ist mit einem barocken Hochaltar (1749, Werkstatt Johann Pacher) und zwei Seitenaltären aus dem 17. Jahrhundert ausgestattet. Zahlreiche römerzeitliche Inschriftssteine, Skulpturen und Reliefs aus den Gräberfeldern von Virunum sind an der Kirche eingebaut, einige auch in der Kirchhofmauer. | BDA-Hist.: Q38061742 Status: § 2a Stand der BDA-Liste: 2025-06-30 Name: Kath. Pfarrkirche hl. Donatus und Friedhof GstNr.: .10 Pfarrkirche hl. Donatus, St. Donat (St. Veit an der Glan) |
| ja   | Datei hochladen | Friedhofskapelle HERIS-ID: 57977 Objekt-ID: 68359                                                                                      | Standort KG: St. Donat                                          | | BDA-Hist.: Q38079745 Status: § 2a Stand der BDA-Liste: 2025-06-30 Name: Friedhofskapelle GstNr.: 203/2 Friedhofskapelle St. Donat |
| ja   | Datei hochladen | Kath. Filialkirche hl. Andreas HERIS-ID: 57976 Objekt-ID: 68358                                                                        | St. Andrä Standort KG: St. Donat                                | Die kleine romanische Kirche mit spätgotischem Chor mit Kreuzrippengewölbe wurde nach zwischenzeitlicher Profanierung in der zweiten Hälfte des 19. Jahrhunderts wiederhergestellt und enthält drei schlichte barocke Altäre. Steinplattldach und Dachreiter. | BDA-Hist.: Q38079734 Status: § 2a Stand der BDA-Liste: 2025-06-30 Name: Kath. Filialkirche hl. Andreas GstNr.: .50 Filialkirche hl. Andreas, Glandorf (St. Veit an der Glan) |
| ja   | Datei hochladen | Herrenhaus, Schletterhof HERIS-ID: 35952 Objekt-ID: 34795                                                                              | Donatusweg 2 Standort KG: St. Donat                             | Das repräsentative zweigeschoßige Herrenhaus wurde im 17. Jahrhundert über einem älteren Kern errichtet. Fassadengestaltung Mitte des 19. Jahrhunderts. | BDA-Hist.: Q37967972 Status: Bescheid Stand der BDA-Liste: 2025-06-30 Name: Herrenhaus, Schletterhof GstNr.: .4/1 Schletterhof, Sankt Donat |
| ja   | Datei hochladen | Steingewölbebrücke und Figurenbildstock hl. Johannes Nepomuk HERIS-ID: 90631 Objekt-ID: 105329                                         | Glandorf Standort KG: St. Donat                                 | Die zweibogige, gemauerte Brücke aus dem 18. Jahrhundert trägt eine Statue des Johannes Nepomuk aus derselben Zeit. | BDA-Hist.: Q37748199 Status: § 2a Stand der BDA-Liste: 2025-06-30 Name: Steingewölbebrücke und Figurenbildstock hl. Johannes Nepomuk GstNr.: 1819/2, 1750/14, 1750/15 Steinbrücke Nepomuk Glandorf |
| ja   | Datei hochladen | Bezirksgericht HERIS-ID: 54852 Objekt-ID: 63270                                                                                        | Gerichtsstraße 9 Standort KG: St. Veit an der Glan              | Das Bezirksgericht ist ein 1926 errichteter dreigeschoßiger, 13-achsiger Bau mit einem Fassadenturm. 1998 erfolgte ein Umbau des Gefangenenhauses. | BDA-Hist.: Q38062731 Status: Bescheid Stand der BDA-Liste: 2025-06-30 Name: Bezirksgericht GstNr.: .569 Bezirksgericht Sankt Veit an der Glan |
| ja   | Datei hochladen | Polytechnikum, Volks-, Musikschule HERIS-ID: 54854 Objekt-ID: 63276                                                                    | Bahnhofstraße 11 Standort KG: St. Veit an der Glan              | Das Schulgebäude ist ein monumentaler dreigeschoßiger Dreiflügelbau mit späthistoristischer Fassadengliederung, der nach Plänen von Michael Wank erbaut wurde. Der Mitteltrakt wurde 1892 errichtet, der Nordwesttrakt folgte 1899 und der Südosttrakt 1907. | BDA-Hist.: Q38062742 Status: § 2a Stand der BDA-Liste: 2025-06-30 Name: Polytechnikum, Volks-, Musikschule GstNr.: .379/1, .379/2, .379/3 Polytechnikum St Veit an der Glan |
| ja   | Datei hochladen | Kloster-/Stiftskirche Zu unserer lieben Frau HERIS-ID: 54886 Objekt-ID: 63312                                                          | Bürgergasse Standort KG: St. Veit an der Glan                   | Die ehemals zu einem Kloster gehörende Kirche ist ein langgestreckter frühgotischer Bau mit massiven Strebepfeilern und schlankem Turm, an der Südseite mit barocken Kapellen- bzw. Sakristeianbauten. Im Gewölbe Reliefsteine aus dem 14. Jahrhundert. Zur Einrichtung zählen der barocke Hochaltar (ein Hauptwerk Johann Pachers), eine bemerkenswerte Orgel (Brüstungspositiv unterhalb des Hauptwerkes in gemeinsamem Kasten) und mehrere alte Grabplatten. | BDA-Hist.: Q1669595 Status: § 2a Stand der BDA-Liste: 2025-06-30 Name: Kloster-/Stiftskirche Zu unserer lieben Frau GstNr.: .131 Klosterkirche Unsere Liebe Frau, St. Veit an der Glan |
| ja   | Datei hochladen | Bürgerhaus HERIS-ID: 242450seit 2022                                                                                                   | Burggasse 6 Standort KG: St. Veit an der Glan                   | | BDA-Hist.: Q112960728 Status: § 57-Mandatsbescheid Stand der BDA-Liste: 2025-06-30 Name: Bürgerhaus GstNr.: .42 Burggasse 6, Sankt Veit an der Glan |
| ja   | Datei hochladen | Sog. Herzogsburg (Ehem. landesfürstliches Zeughaus) mit integrierter Stadtmauer und Einfriedungsmauer HERIS-ID: 35971 Objekt-ID: 34819 | Burggasse 9 Standort KG: St. Veit an der Glan                   | Die im Kern auf das 13. Jahrhundert zurückgehende Anlage an der Nordostecke der Altstadt wurde in den 1520er Jahren als landesfürstliches Zeughaus ausgebaut. Sie besteht aus dem schlichten Osttrakt mit gotischen Portalen, einem quadratischen Eckturm im Nordosten, dem Nordtrakt mit Lauben, und dem Westtrakt (Wohnflügel) mit doppelgeschoßigen Arkaden. Spätgotische Steingewände an Fenstern und Türen; teilweise noch Eisentüren aus der Bauzeit. | BDA-Hist.: Q1615330 Status: Bescheid Stand der BDA-Liste: 2025-06-30 Name: Sog. Herzogsburg (Ehem. landesfürstliches Zeughaus) mit integrierter Stadtmauer und Einfriedungsmauer GstNr.: .38 Herzogsburg Sankt Veit an der Glan                                                                                                |
| ja   | Datei hochladen | Wohnhaus HERIS-ID: 112783 Objekt-ID: 130996seit 2017                                                                                   | Burggasse 11 Standort KG: St. Veit an der Glan                  | Das im Kern ins 13. Jahrhundert zurückgehende Gebäude mit bemerkenswerten Kellergewölben grenzt an die Burg und an die Stadtmauer. | BDA-Hist.: Q37832220 Status: Bescheid Stand der BDA-Liste: 2025-06-30 Name: Wohnhaus GstNr.: .39 Burggasse 11, St. Veit an der Glan |
| ja   | Datei hochladen | Villa/Landhaus HERIS-ID: 79334 Objekt-ID: 93012                                                                                        | Glangasse 71 Standort KG: St. Veit an der Glan                  | Das Herrenhaus aus dem zweiten Viertel des 18. Jahrhunderts gehörte zu einer Papiermühle, die von 1550 bis 1863 existierte. Das barocke zweigeschoßige Haus mit korbbogigem Eingangsportal, Satteldach und Riesenpilasterordnung besitzt eine ornamentale Fensterrahmung, die teils plastisch, teils gemalt ausgeführt ist. | BDA-Hist.: Q38154253 Status: § 2a Stand der BDA-Liste: 2025-06-30 Name: Villa/Landhaus GstNr.: 763 Glangasse 71, St Veit an der Glan |
| ja   | Datei hochladen | Münzturm HERIS-ID: 79335 Objekt-ID: 93013                                                                                              | Grabenstraße 32 Standort KG: St. Veit an der Glan               | 1220 wurde in St. Veit die älteste erhaltene Münze mit deutscher Inschrift im deutschen Sprachraum geprägt: ein Halbbrakteat mit dem Bildnis des Herzogs und des heiligen Veit sowie Kreuz und Sternen auf der Rückseite. | BDA-Hist.: Q38154258 Status: § 2a Stand der BDA-Liste: 2025-06-30 Name: Münzturm GstNr.: .213/3 Münzturm Sankt Veit an der Glan |
| ja   | Datei hochladen | Rondell / Basteiturm HERIS-ID: 35970 Objekt-ID: 34817                                                                                  | Grabenstraße 39 Standort KG: St. Veit an der Glan               | Der mit 1532 bezeichnete, später stark erneuerte Basteiturm befindet sich an der Nordwestecke der Stadtmauer. | BDA-Hist.: Q64765242 Status: Bescheid Stand der BDA-Liste: 2025-06-30 Name: Rondell/ Basteiturm GstNr.: .214/1 Basteiturm Sankt Veit an der Glan |
| ja   | Datei hochladen | Rathaus HERIS-ID: 54921 Objekt-ID: 63358                                                                                               | Hauptplatz 1 Standort KG: St. Veit an der Glan                  | Das Rathaus ist ein dreigeschoßiger, im Kern gotischer Bau. Die spätbarock prunkvoll umgestaltete Fassade ist eine der bedeutendsten Kärntens. Der dreigeschoßige Arkadenhof geht auf das 16. Jahrhundert zurück und wurde 1998 überdacht. Ein Saal des Gebäudes wurde 1754 mit einer reich stuckierten Decke versehen. | BDA-Hist.: Q1170752 Status: § 2a Stand der BDA-Liste: 2025-06-30 Name: Rathaus GstNr.: .1, .12 Town hall of Sankt Veit an der Glan |
| ja   | Datei hochladen | Bürgerhaus HERIS-ID: 35972 Objekt-ID: 34821                                                                                            | Hauptplatz 2 Standort KG: St. Veit an der Glan                  | Der dreigeschoßige, fünfachsige Bau mit einem spätgotischen Kern wurde im zweiten Viertel des 19. Jahrhunderts mit einer neuen Fassade versehen. An der Ecke zur Pogatschniggasse steht unter einem gotischen Baldachin mit neuer Verdachung eine Holzfigur des Jesusknaben als Erlöser aus der Mitte des 16. Jahrhunderts. Der Arkadenhof wurde 1974 mit dem Rathaus verbunden und beherbergt ein Lapidarium. | BDA-Hist.: Q37968136 Status: Bescheid Stand der BDA-Liste: 2025-06-30 Name: Bürgerhaus GstNr.: .2 Hauptplatz 2 (Sankt Veit an der Glan) |
| ja   | Datei hochladen | Pest-/Dreifaltigkeitssäule HERIS-ID: 57970 Objekt-ID: 68352                                                                            | bei Hauptplatz 3 Standort KG: St. Veit an der Glan              | Die Pestsäule wurde 1715/1716 von Angelo de Putti aus St. Veiter Marmor errichtet. Sie besteht aus einem achteckigen Stufensockel, einer Balustereinfassung mit Pinienzapfen, einem zweigeschoßigen quadratischen Aufbau mit einem abschließenden dreiseitigen Obelisk. An der Ostseite befindet sich ein Tischaltar mit der Grabfigur der heiligen Rosalia. Am Untergeschoß sind eine Inschriftentafel und der Reichsadler mit dem Stadtwappen angebracht. Am breiten Gesims stehen die Statuen der Maria Immaculata, der Pestheiligen Sebastian und Rochus sowie zweier weiterer Heiliger. Am Fuße des Obelisken sitzen Gottvater und Sohn, darüber ist die Heilig-Geist-Taube angebracht. Der Obelisk wird vom Auge Gottes bekrönt. | BDA-Hist.: Q38079708 Status: § 2a Stand der BDA-Liste: 2025-06-30 Name: Pest-/Dreifaltigkeitssäule GstNr.: 1063/1 Pestsäule Sankt Veit an der Glan |
| ja   | Datei hochladen | Bürgerhaus, Gasthaus Zur Post HERIS-ID: 35973 Objekt-ID: 34822                                                                         | Hauptplatz 6 Standort KG: St. Veit an der Glan                  | Die breite sechsachsige Fassade besitzt im Mittelteil ein gekuppeltes Renaissancefenster mit stark erneuerten nachbarocken Stuckrahmungen. Am Rundbogenportal ist das Hauszeichen der Gleismüllner zu sehen. Im Hausflur dient ein Römerstein als Gewölbeauflager. Der Stein stammt von einem Votivaltar für Victoria aus dem Jahre 267 nach Christus. Daneben steht ein einfach profiliertes spätgotisches Portalgewände mit zwei Hauszeichen. Im Obergeschoß befindet sich eine breite gratgewölbte spätgotische Halle. Das zweigeschoßige gotische Hinterhaus besitzt Erdgeschoßlauben und darüber einen offenen Gang mit einem einfachen spitzbogigen gotischen Torgewände und Eisentüren. | BDA-Hist.: Q37968152 Status: Bescheid Stand der BDA-Liste: 2025-06-30 Name: Bürgerhaus, Gasthaus Zur Post GstNr.: .6 Hauptplatz 6 (Sankt Veit an der Glan) |
| ja   | Datei hochladen | Bürgerhaus HERIS-ID: 35974 Objekt-ID: 34823                                                                                            | Hauptplatz 7 Standort KG: St. Veit an der Glan                  | Das im Kern spätmittelalterliche Stadthaus mit einem korbbogigen barocken Portal wurde um 1900 an der Platzfassade erneuert. Das offene quadratische Treppenhaus ist mit toskanischen Säulchen des 17. Jahrhunderts ausgestattet. Der kleine quadratische Hof besitzt spätmittelalterliche Arkaden und Türen. Im größeren Hof befinden sich dreigeschoßige spitz- und rundbogige Arkaden aus der ersten Hälfte des 16. Jahrhunderts. Vom Keller bis ins Obergeschoß haben sich Gewölbeforen des 16. Jahrhunderts erhalten. | BDA-Hist.: Q37968167 Status: Bescheid Stand der BDA-Liste: 2025-06-30 Name: Bürgerhaus GstNr.: .7 Hauptplatz 7 (Sankt Veit an der Glan) |
| ja   | Datei hochladen | Bürgerhaus HERIS-ID: 42136 Objekt-ID: 42718                                                                                            | Hauptplatz 9 Standort KG: St. Veit an der Glan                  | Das Haus ist ein im Kern spätgotischer drei- bzw. zweigeschoßiger Bau mit frühbarocken Veränderungen. Die Fassaden wurden im 18./19. Jahrhundert erneuert. Das Rechteckportal mit Hauszeichen ist mit 1692 bezeichnet. Die platzseitige Hoffassade besitzt eine dreigeschoßige Arkadenfront. | BDA-Hist.: Q38003038 Status: § 57-Mandatsbescheid Stand der BDA-Liste: 2025-06-30 Name: Bürgerhaus GstNr.: .9 Hauptplatz 9 (Sankt Veit an der Glan) |
| ja   | Datei hochladen | Bürgerhaus, Carinthia-Haus HERIS-ID: 35975 Objekt-ID: 34824                                                                            | Hauptplatz 10 Standort KG: St. Veit an der Glan                 | Das dreigeschoßige, sechsachsige Haus mit einer frühbarocken Hauptfassade steht am Kreuzungspunkt der beiden die Altstadt teilenden Platz- bzw. Straßenachsen. Vor dem Portal steht ein dreigeschoßiger Vorbau aus erkerartigen Lauben aus der Mitte des 16. Jahrhunderts. Die Halle im ersten Obergeschoß stammt aus derselben Zeit. | BDA-Hist.: Q37968182 Status: Bescheid Stand der BDA-Liste: 2025-06-30 Name: Bürgerhaus, Carinthia-Haus GstNr.: .45 Hauptplatz 10 (Sankt Veit an der Glan) |
| ja   | Datei hochladen | Bürgerhaus HERIS-ID: 265646seit 2025                                                                                                   | Hauptplatz 14 Standort KG: St. Veit an der Glan                 | | BDA-Hist.: Q135167717 Status: Denkmalschutz prüfen Stand der BDA-Liste: 2025-06-30 Name: Bürgerhaus GstNr.: .100 Hauptplatz 14 (Sankt Veit an der Glan) |
| ja   | Datei hochladen | Steinfigur des hl. Vitus (Veit) mit Konsole, Nische und Baldachin HERIS-ID: 67754 Objekt-ID: 80735seit 2017                            | Hauptplatz 14 Standort KG: St. Veit an der Glan                 | Die spätgotische Steinfigur Hl. Veit an der Fassade stammt etwa von 1460/1470. | BDA-Hist.: Q38117554 Status: Bescheid Stand der BDA-Liste: 2025-06-30 Name: Steinfigur des hl. Vitus (Veit) mit Konsole, Nische und Baldachin GstNr.: .100 Steinfigur Vitus Hauptplatz St Veit |
| ja   | Datei hochladen | Bürgerhaus HERIS-ID: 35976 Objekt-ID: 34825                                                                                            | Hauptplatz 15 Standort KG: St. Veit an der Glan                 | Das Haus mit einer fünfachsigen josephinischen Fassade mit einfacher Pilastergliederung besitzt ein spätgotisches Rundbogenportal und darüber einen Erker auf Konsolen. An allen vier Seiten des Hofes befinden sich spätgotische Lauben und Arkaden des 16. und 17. Jahrhunderts. In der nördlichen Ecke hat sich ein durch alle drei Geschoße reichender älterer Turm erhalten. | BDA-Hist.: Q37968197 Status: Bescheid Stand der BDA-Liste: 2025-06-30 Name: Bürgerhaus GstNr.: .101/1 Hauptplatz 15 (Sankt Veit an der Glan) |
| ja   | Datei hochladen | Bürgerhaus, Rathauscafé HERIS-ID: 35977 Objekt-ID: 34826                                                                               | Hauptplatz 19 Standort KG: St. Veit an der Glan                 | Das Haus besitzt eine um 1730 entstandene barocke Fassade mit stuckierten Pilastern und reichen Fensterumrahmungen. | BDA-Hist.: Q37968212 Status: Bescheid Stand der BDA-Liste: 2025-06-30 Name: Bürgerhaus, Rathauscafé GstNr.: .105 |
| ja   | Datei hochladen | Bürgerhaus HERIS-ID: 35978 Objekt-ID: 34827                                                                                            | Hauptplatz 23 Standort KG: St. Veit an der Glan                 | Das dreigeschoßige Haus mit einem kleinen Laubenhof stammt im Kern aus dem 15./16. Jahrhundert und wurde nach dem Stadtbrand von 1826 an der Fassade erneuert. Das Gebäude besitzt spätmittelalterliche Portale und Gewölbe in allen Geschoßen. Im ersten Obergeschoß befindet sich ein Lichtpfeiler. In der tonnengewölbten Einfahrt steht ein spätgotisches Kragsteinportal. Im Hof haben sich kreuzgratgewölbte Lauben aus der ersten Hälfte des 16. Jahrhunderts erhalten. | BDA-Hist.: Q37968227 Status: Bescheid Stand der BDA-Liste: 2025-06-30 Name: Bürgerhaus GstNr.: .109/1 |
| ja   | Datei hochladen | Schüsselbrunnen HERIS-ID: 79339 Objekt-ID: 93017                                                                                       | bei Hauptplatz 13 Standort KG: St. Veit an der Glan             | Der Schalenbrunnen besteht aus einer polygonalen Stufenbasis, einem Sockel mit Wappenschilden von 1566, einer großen marmornen Schale von einem römerzeitlichen Brunnen aus Virunum und als Bekrönung der Bronzefigur des Schüsselbrunnbartele, wohl die Darstellung einer städtischen Amtsperson des späten 15. Jahrhunderts. | BDA-Hist.: Q38154275 Status: § 2a Stand der BDA-Liste: 2025-06-30 Name: Schüsselbrunnen GstNr.: 1063/1 Schüsselbrunnen in Sankt Veit an der Glan |
| ja   | Datei hochladen | Florianibrunnen / Walter von der Vogelweide-Brunnen HERIS-ID: 57968 Objekt-ID: 68349                                                   | bei Hauptplatz 25 Standort KG: St. Veit an der Glan             | Das breite, polygonale Becken des Brunnens wurde wahrscheinlich nach dem Brand von 1676 errichtet und im 19. Jahrhundert um den zweiteiligen Schalenaufbau erhöht. Die von Lajos Szadai 1960 geschaffene Bronzefigur stellt Walther von der Vogelweide dar und ersetzte die ursprüngliche Florianistatue. | BDA-Hist.: Q38079680 Status: § 2a Stand der BDA-Liste: 2025-06-30 Name: Florianibrunnen/ Walter von der Vogelweide-Brunnen GstNr.: 1063/1 Walther-von-der-Vogelweide-Brunnen, Sankt Veit an der Glan |
| ja   | Datei hochladen | Bezirkshauptmannschaft mit Wirtschaftstrakt, ehem. Palais Koller HERIS-ID: 35979 Objekt-ID: 34828                                      | Hauptplatz 28 Standort KG: St. Veit an der Glan                 | Das Haus wurde um 1780 an der Stelle der mittelalterlichen 14-Nothelferkirche erbaut. Der siebenachsige, dreigeschoßige Bau mit rustizierenden Sockel besitzt eine klassizistische Pilasterfassade. Die Fenster sind mit schwerer Giebelbekrönung und sparsamer Zopfornamentik verziert. Das von Pilastern eingefasste Korbbogenportal vom Ende des 18. Jahrhunderts wurde mit einem modernen Wappen versehen. Der nördlich gelegene Wirtschaftstrakt besitzt Stichkappen-Tonnengewölbe des 16./17. Jahrhunderts. | BDA-Hist.: Q37968243 Status: Bescheid Stand der BDA-Liste: 2025-06-30 Name: Bezirkshauptmannschaft mit Wirtschaftstrakt, ehem. Palais Koller GstNr.: .116 Bezirkshauptmannschaft Sankt Veit |
| ja   | Datei hochladen | Bürgerhaus, Museum St. Veit HERIS-ID: 54922 Objekt-ID: 63359                                                                           | Hauptplatz 29 Standort KG: St. Veit an der Glan                 | Das dreigeschoßige, vierachsige Haus mit einer schlichten Fassade aus der Mitte des 19. Jahrhunderts und einfachen Pfeilerarkaden an der Hofseite besitzt im ersten Obergeschoß und im Erdgeschoß spätmittelalterliche Gewölbe sowie im Keller eine Halle mit Mittelstütze. Zwei Gedenksteine am Haus erinnern an die Kärntner Volksabstimmung. Im Gebäude ist ein Verkehrsmuseum untergebracht. | BDA-Hist.: Q38062867 Status: § 2a Stand der BDA-Liste: 2025-06-30 Name: Bürgerhaus, Museum St. Veit GstNr.: .117 Museum für Verkehrs- und Stadtgeschichte, Sankt Veit an der Glan (building) |
| ja   | Datei hochladen | Bürgerhaus HERIS-ID: 35980 Objekt-ID: 34829                                                                                            | Herzog Bernhard Platz 4 Standort KG: St. Veit an der Glan       | Das Haus mit spätmittelalterlichem Kern hat zum Herzog-Bernhard-Platz hin eine schlichte fünfachsige Fassade aus dem 19. Jahrhundert, auf der Fassade zur Botengasse hin haben sich Reste des um 1600 entstandenen Putzdekors erhalten. Der Innenhof besitzt an zwei Seiten dreigeschoßige Arkadengänge, die aber im zweiten Obergeschoß teilweise vermauert sind. Im straßenseitigen Erdgeschoß befinden sich zwei spätmittelalterliche Räume. Im einen ruht ein Sterngewölbe mit Stuckgraten auf einem achtseitigen Mittelpfeiler, der andere hat ein Tonnengewölbe mit versetzten Stichkappen. | BDA-Hist.: Q37968258 Status: Bescheid Stand der BDA-Liste: 2025-06-30 Name: Bürgerhaus GstNr.: 1061, .75 Botengasse 1, St Veit an der Glan |
| ja   | Datei hochladen | Ehem. Feuerwehrhaus HERIS-ID: 59575 Objekt-ID: 70987                                                                                   | Herzog Bernhard Platz 7 Standort KG: St. Veit an der Glan       | Die ehemalige Kaserne besitzt am Hintergebäude einfache korbbogige Arkaden, Stichkappentonnengewölbe mit aufgeputzten Graten und einem Mittelstützenraum aus dem 16. Jahrhundert. Sie diente bis 2017 der Stadtfeuerwehr als Feuerwehrhaus. | BDA-Hist.: Q38087807 Status: § 2a Stand der BDA-Liste: 2025-06-30 Name: Ehem. Feuerwehrhaus GstNr.: .77/1 Former fire station in Sankt Veit an der Glan |
| ja   | Datei hochladen | Kalvarienbergkapelle Maria Loreto und Wegkapelle HERIS-ID: 79323 Objekt-ID: 92999                                                      | Kalvarienbergstraße Standort KG: St. Veit an der Glan           | Die schlichte, 1658 erbaute Kapelle mit Steinplattldach ist mit Altären von Johann Pacher ausgestattet. Die originale barocke Wandbemalung wurde 1990 freigelegt. Zum Kreuzweg auf dem Kalvarienberg gehört ein barocker Bildstock von Johann Pacher. | BDA-Hist.: Q1722760 Status: § 2a Stand der BDA-Liste: 2025-06-30 Name: Kalvarienbergkapelle Maria Loreto und Wegkapelle GstNr.: 341/3, .304 Kalvarienbergkapelle St Veit |
| ja   | Datei hochladen | Aufnahmsgebäude St. Veit an der Glan HERIS-ID: 54866 Objekt-ID: 63289                                                                  | Karl-Wagner-Platz 1 Standort KG: St. Veit an der Glan           | Der Bahnhof ist ein 1911–1913 von Hans Granichstaedten errichteter, langgestreckter, 1-2geschoßiger, späthistoristischer Bau. Das Abfertigungsgebäude besitzt an der Hauptschauseite einen Ziergiebel und einen vorspringenden Glockenturm mit einem Zinnengesims und einem oktogonalen Laternenaufsatz. An den Bahnsteigen haben sich die Eisenkonstruktionen aus der Bauzeit erhalten. | BDA-Hist.: Q106835005 Status: Bescheid Stand der BDA-Liste: 2025-06-30 Name: Aufnahmsgebäude St. Veit an der Glan GstNr.: .490 Aufnahmsgebäude Bahnhof St. Veit an der Glan |
| ja   | Datei hochladen | Wohnhaus HERIS-ID: 243093seit 2022 | Kirchgasse 7 Standort KG: St. Veit an der Glan                  | | BDA-Hist.: Q112960751 Status: § 57-Mandatsbescheid Stand der BDA-Liste: 2025-06-30 Name: Wohnhaus GstNr.: .93 Sankt Veit an der Glan - Kirchgasse 7 |
| ja   | Datei hochladen | Bürgerhaus mit Tormauer HERIS-ID: 243092seit 2025                                                                                      | Kirchplatz 4 Standort KG: St. Veit an der Glan                  | | BDA-Hist.: Q135167722 Status: Bescheid Stand der BDA-Liste: 2025-06-30 Name: Bürgerhaus mit Tormauer GstNr.: .94 Kirchplatz 4, Sankt Veit an der Glan |
| ja   | Datei hochladen | Kath. Stadtpfarrkirche Hl. Dreifaltigkeit HERIS-ID: 54844 Objekt-ID: 63261                                                             | bei Kirchplatz 6 Standort KG: St. Veit an der Glan              | Die Stadtpfarrkirche ist eine große Chorturmkirche mit mehrfach abgetreppten Strebepfeilern und einem großen romanischen, Ende des 19. Jahrhunderts umgestalten Trichterportal. An der Außenwand zahlreiche alte Grabsteine und -platten. Die Arkaden im dreischiffigen Langhaus stammen vom romanischen Bau; die zunächst spätgotische Orgelempore wurde mehrmals um- und ausgebaut. Die barocke Einrichtung ist aufgrund eines Brandes (1829) nur teilweise erhalten; Altäre von Johann Pacher. | BDA-Hist.: Q1795329 Status: § 2a Stand der BDA-Liste: 2025-06-30 Name: Kath. Stadtpfarrkirche Hl. Dreifaltigkeit GstNr.: .152 Stadtpfarrkirche Hl. Dreifaltigkeit - St Veit an der Glan |
| ja   | Datei hochladen | Pfarrhof mit Pfarrstadl HERIS-ID: 54842 Objekt-ID: 63257                                                                               | Kirchplatz 1 Standort KG: St. Veit an der Glan                  | Der Pfarrhof ist ein modernisierter, im Kern spätmittelalterlicher, dreigeschoßiger Bau mit Pfeilerarkaden an der Südostseite. An der Fassade ist ein Steinrelief der heiligen Dreifaltigkeit aus dem 18. Jahrhundert angebracht. In der Eingangshalle ist ein Sandsteinrelief von der Tumba Konrads von Kraig († 1392), das ursprünglich aus der Klosterkirche stammt, aufgestellt. Darauf sind die thronende Muttergottes, ein Stifter sowie die Apostelfürsten Petrus und Paulus dargestellt. Der Treppenaufgang wurde mit einem im 17. Jahrhundert gefertigten Gitter aus der um 1900 abgetragenen Florianikapelle versehen. | BDA-Hist.: Q38062694 Status: § 2a Stand der BDA-Liste: 2025-06-30 Name: Pfarrhof mit Pfarrstadl GstNr.: .82/1, 41 Pfarrhof Sankt Veit an der Glan |
| ja   | Datei hochladen | Karner hl. Michael HERIS-ID: 57969 Objekt-ID: 68351                                                                                    | bei Kirchplatz 6 Standort KG: St. Veit an der Glan              | Der Karner ist ein im Kern romanischer Rundbau, mit spätgotischem Gewölbe des 15. Jahrhunderts. 1930 wurde er zu einer Kriegergedächtnisstätte umgestaltet; die entsprechende Ausmalung von Suitbert Lobisser wurde aber 1958 wieder übermalen. Der Karner enthält ein bemerkenswertes, überlebensgroßes spätgotisches Kruzifix. | BDA-Hist.: Q38079699 Status: § 2a Stand der BDA-Liste: 2025-06-30 Name: Karner hl. Michael GstNr.: .153 Karner St. Michael, St. Veit an der Glan |
| ja   | Datei hochladen | Bürgerhaus, Hintertrakt von Hauptplatz 15 HERIS-ID: 35984 Objekt-ID: 34833                                                             | Kirchplatz 6 Standort KG: St. Veit an der Glan                  | Beschreibung bei Hauptplatz 15. | BDA-Hist.: Q37968290 Status: Bescheid Stand der BDA-Liste: 2025-06-30 Name: Bürgerhaus, Hintertrakt von Hauptplatz 15 GstNr.: .101/2 Kirchplatz 6, Sankt Veit an der Glan |
| ja   | Datei hochladen | Bildstock, Friesacher Kreuz HERIS-ID: 79356 Objekt-ID: 93034                                                                           | bei Kölnhofallee 7 Standort KG: St. Veit an der Glan            | Das Friesacher Kreuz, auch Kölnhofer Kreuz genannt, steht an der Kreuzung Friesacher Straße – Kölnhofallee. Der hohe Sockel des rundbogigen offenen Steinbildstocks ist mit 1602 bezeichnet. Abschlussgiebel und Helm stammen aus dem 19. Jahrhundert. | BDA-Hist.: Q38154350 Status: § 2a Stand der BDA-Liste: 2025-06-30 Name: Bildstock, Friesacher Kreuz GstNr.: 74 Friesacher Kreuz |
| ja   | Datei hochladen | Schloss Kölnhof HERIS-ID: 35981 Objekt-ID: 34830                                                                                       | Kölnhofallee 17 Standort KG: St. Veit an der Glan               | Das auf einen älteren Bau zurückgehende Schloss wurde Ende des 18. Jahrhunderts von Johann Georg Hagenauer um- und ausgebaut; frühklassizistische Fassadengestaltung. Im Erdgeschoß sind Gewölbe des 15. Jahrhunderts und gotische, geschmiedete Fenstergitter erhalten. | BDA-Hist.: Q1737492 Status: Bescheid Stand der BDA-Liste: 2025-06-30 Name: Schloss Kölnhof GstNr.: .235/1 Schloss Kölnhof |
| ja   | Datei hochladen | Evang. Pfarrkirche A.B. und Pfarrhof HERIS-ID: 54883 Objekt-ID: 63307                                                                  | Martin-Luther-Straße 1 Standort KG: St. Veit an der Glan        | Die 1910/12 errichtete Evangelische Kirche ist ein Jugendwerk des Friedrich-Ohmann-Schülers Julius Schulte. Der Bau im späten Jugendstil mit secessionistischen Details und barockisierenden Elementen besitzt einen vierjochigen Saal mit über den Fenstern abgesetztem Tonnengewölbe. Westlich des Kirchenschiffes steht der Turm, an der Südseite schließt das Pfarrhaus an. Im Mansardhelm des Turmes befindet sich ein Zimmer, das von der städtischen Feuerwehr als Aussichtsplattform genutzt wurde. Im Inneren birgt die Kirche einen Kanzelaltar mit einem Majolikarelief an der Altarwand, welches den lehrenden Christus darstellt. Die Turmfassaden wurden 1994 restauriert, die Farbigkeit von 1914 wurde bei der Innenrestaurierung 1987 wiederhergestellt. | BDA-Hist.: Q38062795 Status: § 2a Stand der BDA-Liste: 2025-06-30 Name: Evang. Pfarrkirche A.B. und Pfarrhof GstNr.: .474 Evangelische Kirche St Veit |
| ja   | Datei hochladen | Richtkreuz von St. Veit an der Glan HERIS-ID: 90630 Objekt-ID: 105328                                                                  | Muraunberg Standort KG: St. Veit an der Glan                    | Der massive, quadratische Nischenbildstock aus dem 16. Jahrhundert wird von einem pyramidenförmigen Steinplattldach bedeckt. | BDA-Hist.: Q37748161 Status: § 2a Stand der BDA-Liste: 2025-06-30 Name: Richtkreuz von St. Veit an der Glan GstNr.: 662/3 Richtkreuz, St Veit an der Glan |
| ja   | Datei hochladen | Ehem. Bürgerspital und Spitalskirche HERIS-ID: 54843 Objekt-ID: 63259                                                                  | Oktoberplatz 5 Standort KG: St. Veit an der Glan                | Das ehemalige Bürgerspital ist ein im Kern mittelalterlicher Gebäudekomplex, der im 17. Jahrhundert erweitert und im Hof mit Lauben und Arkaden versehen wurde. Die Spitalskirche, ein kleiner gotischer Bau, wurde profaniert. | BDA-Hist.: Q1021477 Status: § 2a Stand der BDA-Liste: 2025-06-30 Name: Ehem. Bürgerspital und Spitalskirche GstNr.: .129, .127, .128, 584 Ehemaliges Bürgerspital, St Veit an der Glan |
| ja   | Datei hochladen | Ansitz in der Däber HERIS-ID: 35991 Objekt-ID: 34840                                                                                   | Parkgasse 8 Standort KG: St. Veit an der Glan                   | Der Ansitz in der Däber ist ein ehemaliger Adelssitz vom Ende des 16. Jahrhunderts. Das drei- bzw. zweigeschoßige Gebäude steht auf hakenförmigem Grundriss. Am Osttrakt ist Sgraffitodekor aus dem späten 16. Jahrhundert angebracht. Die Innenräume besitzen Gewölbe und Tramdecken. Die Anlage wurde mehrfach verändert, zuletzt wurde 1994 das Erdgeschoß umgebaut. | BDA-Hist.: Q37968320 Status: Bescheid Stand der BDA-Liste: 2025-06-30 Name: Ansitz in der Däber GstNr.: .188 Ansitz in der Däber |
| ja   | Datei hochladen | Schillerdenkmal HERIS-ID: 79357 Objekt-ID: 93035                                                                                       | bei Schillerplatz 3 Standort KG: St. Veit an der Glan           | Das Schillerdenkmal von 1905 bzw. 1925 wurde 1997 restauriert. | BDA-Hist.: Q38154360 Status: § 2a Stand der BDA-Liste: 2025-06-30 Name: Schillerdenkmal GstNr.: 992 Schillerdenkmal (St. Veit an der Glan) |
| ja   | Datei hochladen | Spital der Barmherzigen Brüder ohne Osttrakt HERIS-ID: 35993 Objekt-ID: 34842                                                          | Spitalgasse 26 Standort KG: St. Veit an der Glan                | Vom 1876/77 durch den Grazer Stadtbaumeister Andreas Franz errichteten Krankenhaus sind nur noch der zweigeschoßige, zehnachsige Westtrakt mit späthistoristischer Fassadengliederung erhalten, von der ursprünglichen Josephskapelle nur noch der Turm. Im Turm hängen eine 1754 von Franz Ulrich Scheichel gegossene Glocke mit den Bildern der heiligen Laurentius und Johannes von Gott sowie eine 1898 von Georg Gössener und eine von der Firma Grassmayr gegossene Glocke. Das Fresko des Johannes von Gott im neuen Refektorium malte 1975 Günther Bauer. | BDA-Hist.: Q37968345 Status: Bescheid Stand der BDA-Liste: 2025-06-30 Name: Spital der Barmherzigen Brüder ohne Osttrakt GstNr.: .367 Spital der Barmherzigen Brüder - Sankt Veit an der Glan |
| ja   | Datei hochladen | Bürgerhaus (Eisen Eiger) HERIS-ID: 79379 Objekt-ID: 93057seit 2017                                                                     | Unterer Platz 2 Standort KG: St. Veit an der Glan               | Der dreigeschoßige sechsachsige Bau – die beiden mittleren Achsen auf Kragsteinen vorspringend – hat Hofarkaden aus dem 16. Jahrhundert. Unmittelbar vor einem Umbau 2017 erfolgte die Unterschutzstellung. | BDA-Hist.: Q38154407 Status: Bescheid Stand der BDA-Liste: 2025-06-30 Name: Bürgerhaus (Eisen Eiger) GstNr.: .47 Unterer Platz 2, St. Veit an der Glan |
| ja   | Datei hochladen | Bürgerhaus / Stadtbücherei, ehem. Hotel Weißes Lamm HERIS-ID: 79380 Objekt-ID: 93058seit 2014                                          | Unterer Platz 4, 5 Standort KG: St. Veit an der Glan            | Die beiden Häuser haben eine schlichte Fassade, doch einen malerischen Hof: westseitig mit doppelgeschoßiger Arkadenfront aus dem 15. oder 16. Jahrhundert. Die Unterschutzstellung des zuletzt als Hotel genutzten Gebäudes verhinderte den 2013 erwogenen Umbau zu einem Kaufhaus; daraufhin wurde der Komplex von der Stadtgemeinde erworben, um durch einen mit dem Denkmalamt abgestimmten Umbau 2015/16 Mietwohnungen zu schaffen. | BDA-Hist.: Q38154419 Status: Bescheid Stand der BDA-Liste: 2025-06-30 Name: Bürgerhaus/ Stadtbücherei, ehem. Hotel Weißes Lamm GstNr.: .49, .50 Unterer Platz 4 5, St. Veit an der Glan |
| ja   | Datei hochladen | Bürgerhaus / Ehem. Lebzelterhaus HERIS-ID: 242451seit 2025                                                                             | Unterer Platz 6 Standort KG: St. Veit an der Glan               | | BDA-Hist.: Q135167728 Status: Bescheid Stand der BDA-Liste: 2025-06-30 Name: Bürgerhaus/ Ehem. Lebzelterhaus GstNr.: 1063/16, .51 Unterer Platz 6, Sankt Veit an der Glan |
| ja   | Datei hochladen | Bürgerhaus, Arcineum / ehem. „Sport Moser“ HERIS-ID: 57973 Objekt-ID: 68355seit 2017                                                   | Unterer Platz 10 Standort KG: St. Veit an der Glan              | Ein kleiner Teil des alten Hauses mit Gewölben in Keller und Erdgeschoß und einem darüberliegenden Pfostenzimmer wurde unter Schutz gestellt und in einen Neubau integriert. | BDA-Hist.: Q38079718 Status: Bescheid Stand der BDA-Liste: 2025-06-30 Name: Bürgerhaus, Arcineum/ ehem. „Sport Moser“ GstNr.: 15 Unterer Platz 10, St. Veit an der Glan |
| ja   | Datei hochladen | Bürgerhaus HERIS-ID: 35995 Objekt-ID: 34844                                                                                            | Unterer Platz 19 Standort KG: St. Veit an der Glan              | Das Haus besitzt eine dreiachsige Fassade aus der Mitte des 19. Jahrhunderts. Der Hoftrakt ist im Erdgeschoß mit einem spitzbogigen Laubengang und im Obergeschoß mit Arkaden aus dem 16. Jahrhundert ausgestattet. Die Säulenbasen und die Knospenkapitelle entstanden teilweise um 1200 und sind in Sekundärverwendung. | BDA-Hist.: Q37968362 Status: Bescheid Stand der BDA-Liste: 2025-06-30 Name: Bürgerhaus GstNr.: .68 Unterer Platz 19, St, Veit an der Glan |
| ja   | Datei hochladen | Bürgerhaus / Ginharthaus HERIS-ID: 79381 Objekt-ID: 93059seit 2020                                                                     | Unterer Platz 21 Standort KG: St. Veit an der Glan              | Das Haus geht auf das späte 15. Jahrhundert zurück; zumindest seit 1700 wurde es als Geschäftshaus genutzt. Die Wohnräume am Unteren Platz sind durch Säulengänge mit den Nebenräumen im hinteren Teil des Hofs verbunden. 1898 wurde dem Erdgeschoß eine Holzfassade vorgesetzt. In dem Haus wurde 1888 Karl Ginhart geboren. | BDA-Hist.: Q105646588 Status: Bescheid Stand der BDA-Liste: 2025-06-30 Name: Bürgerhaus/ Ginharthaus GstNr.: .70 Unterer Platz 21, Sankt Veit an der Glan |
| ja   | Datei hochladen | Bürgerhaus / Bärenapotheke HERIS-ID: 79382 Objekt-ID: 93060seit 2017                                                                   | Unterer Platz 22 Standort KG: St. Veit an der Glan              | Das massige Eckhaus mit einfacher barocker Fassade weist ein erneuertes Rundbogenportal mit Wappen, Fensterläden und ein Biedermeiervordach auf. Die Apotheke im Erdgeschoß befindet sich in gewölbten Räumen mit massiven Säulen. | BDA-Hist.: Q38154438 Status: Bescheid Stand der BDA-Liste: 2025-06-30 Name: Bürgerhaus/ Bärenapotheke GstNr.: .71 Unterer Platz 22, St. Veit an der Glan |
| ja   | Datei hochladen | Vitusbrunnen HERIS-ID: 90632 Objekt-ID: 105330                                                                                         | Standort KG: St. Veit an der Glan                               | Der Vitusbrunnen ist mit 1822 und 1876 bezeichnet und enthält einen Burgfriedensstein mit dem Stadtwappen von 1587. Von hier führte eine Trinkwasserleitung zum Schüsselbrunnen am Hauptplatz. | BDA-Hist.: Q37748251 Status: § 2a Stand der BDA-Liste: 2025-06-30 Name: Vitusbrunnen GstNr.: 300/1 Vitusbrunnen St Veit an der Glan |
| ja   | Datei hochladen | Archäologisches Fundhoffnungsgebiet (ehem. Kirche zu den 14 Nothelfern) HERIS-ID: 94739 Objekt-ID: 109902                              | Rosengarten Standort KG: St. Veit an der Glan                   | Die Kirche zu den 14 Nothelfern vom Ende des 14. Jahrhunderts wurde im 18. Jahrhundert abgetragen. | BDA-Hist.: Q37764953 Status: § 2a Stand der BDA-Liste: 2025-06-30 Name: Archäologisches Fundhoffnungsgebiet (ehem. Kirche zu den 14 Nothelfern) GstNr.: 1/2 Sankt Veit an der Glan - Rosengarten |
| ja   | Datei hochladen | Schloss Weyer HERIS-ID: 35996 Objekt-ID: 34845                                                                                         | Wayerstraße 19 Standort KG: St. Veit an der Glan                | Nahe der Wimitz gelegenes ehemaliges Wasserschloss, das anstelle eines Gutshofes 1585–1590 durch Anna von Liechtenstein-Khünburg umgebaut und erweitert wurde. Im 17. Jahrhundert zum Bistum Gurk bzw. zum Kloster St. Georgen am Längsee gehörig, anschließend im Besitz St. Veiter Familien. Seit den 1990er Jahren als Tierklinik in Verwendung. Mehrteilige Anlage mit dreigeschoßigem Torturm mit Zugbrückenportal an der breitgelagerten Westfassade. | BDA-Hist.: Q15844528 Status: Bescheid Stand der BDA-Liste: 2025-06-30 Name: Schloss Weyer GstNr.: 921/1 Schloss Weyer, Sankt Veit an der Glan |
| ja   | Datei hochladen | Stadtbefestigung und archäologisches Fundhoffnungsgebiet (ehem. Befestigung) HERIS-ID: 57628 Objekt-ID: 67865                          | Stadtbefestigung - Botengasse Standort KG: St. Veit an der Glan | Die Flächen, die außen an die Stadtmauer anschließen, insbesondere an der Südseite der Stadt, gelten als archäologische Fundhoffnungsgebiete. Anmerkung: Die eindrucksvoll erhaltenen Teile der Stadtbefestigung sind separat unter Schutz gestellt, siehe Stadtbefestigung | BDA-Hist.: Q64765243 Status: § 2a Stand der BDA-Liste: 2025-06-30 Name: Stadtbefestigung und archäologisches Fundhoffnungsgebiet (ehem. Befestigung) GstNr.: 996/2, 1024/4, 1047/1, 996/17, 55, 56, 1052/2, 1054/6, 1059/16, 1059/24, 1060/5, 1063/4, 996/10, 992 Fortifications of Sankt Veit an der Glan                     |
| ja   | Datei hochladen | Stadtbefestigung HERIS-ID: 111287 Objekt-ID: 129086                                                                                    | Stadtbefestigung - Botengasse Standort KG: St. Veit an der Glan | Unter Denkmalschutz stehen viele der unmittelbar an die Stadtmauer angrenzenden Grundstücke. | BDA-Hist.: Q2326729 Status: Bescheid Stand der BDA-Liste: 2025-06-30 Name: Stadtbefestigung GstNr.: .28, .88, .13, .110/1, .112, 23, .113/1, .114, 1/1, .113/2, .487, 50/1, .15, .16, .17, .18, .109/1, .21, 108/2, .30, .23/1, 6, 2, .34, 8, .37, .40, 14, .39, .55, .56, .58, .59/1 Fortifications of Sankt Veit an der Glan |
| ja   | Datei hochladen | Abschnitte der Stadtmauer HERIS-ID: 35994seit 2022                                                                                     | Stadtbefestigung - Kirchplatz Standort KG: St. Veit an der Glan | Mit diesem Beschied ist die mittelalterlichen Stadtmauer, an allen vier Seiten der Stadt, geschützt. Die etwa 10 Meter hohe, aus dem 15. Jahrhundert stammende Stadtmauer ist auf mehr als 1000 Metern Länge erhalten. | BDA-Hist.: Q112960785 Status: Bescheid Stand der BDA-Liste: 2025-06-30 Name: Abschnitte der Stadtmauer GstNr.: .1063/15, .1077/1, .1077/2, .1078, .1079, .1080, .1095 |
| ja   | Datei hochladen | Kath. Pfarrkirche hll. Florian und Josef HERIS-ID: 54966 Objekt-ID: 63422                                                              | Tanzenberg 1 Standort KG: Tanzenberg                            | Die dreischiffige neuromanische Emporenbasilika mit Rundapsis wurde in den ersten Jahrzehnten des 20. Jahrhunderts errichtet; das Innere jedoch erst in den 1980er-Jahren fertiggestellt. An der Fassade und im Inneren Mosaikbilder von Josef Pfefferle; im Inneren Wandmalereien von Valentin Oman. | BDA-Hist.: Q38063133 Status: § 2a Stand der BDA-Liste: 2025-06-30 Name: Kath. Pfarrkirche hll. Florian und Josef GstNr.: .1 Pfarrkirche hl. Florian und hl. Josef in Tanzenberg |
| ja   | Datei hochladen | Schloss Tanzenberg HERIS-ID: 54967 Objekt-ID: 63423                                                                                    | Tanzenberg 1 Standort KG: Tanzenberg                            | Das Schloss ist ein mächtiger, dreigeschoßiger Bau um einen rechteckigen Hof. Die beiden unteren Geschoße gehen auf ein Renaissanceschloss des 16. Jahrhunderts zurück, bemerkenswert die Renaissancearkaden rund um den Hof; im Nordosttrakt sind noch Bauteile einer mittelalterlichen Burg erhalten. Nach teilweisem Verfall im 19. Jahrhundert wurde die Anlage ab der Wende zum 20. Jahrhundert um- und ausgebaut. | BDA-Hist.: Q162659 Status: § 2a Stand der BDA-Liste: 2025-06-30 Name: Schloss GstNr.: .1 Schloss Tanzenberg |